# XXVIe gouvernement de la République (Espagne)
 (octobre 2016).
Si vous disposez d'ouvrages ou d'articles de référence ou si vous connaissez des sites web de qualité traitant du thème abordé ici, merci de compléter l'article en donnant les références utiles à sa vérifiabilité et en les liant à la section « Notes et références ».
Seconde République espagnole
Negrín I 
• Conseil national de défense
• Dictature franquiste
• Gouvernement en exil de José Giral
Le XXVIe gouvernement de la République (XXVIe Gobierno de la Republica) est le gouvernement de la République espagnole en fonction du 5 avril 1938 au 6 mars 1939, durant la guerre civile. Ce fut le dernier ayant une légitimité démocratique jusqu'au retour à la démocratie de 1977.

## Composition
| Portefeuille                                      | Titulaires | Titulaires                              | Parti |
| ------------------------------------------------- | ---------- | --------------------------------------- | ----- |
| Président du Conseil Ministre de la Défense       |            | Juan Negrín                             | PSOE  |
| Ministre d’État                                   |            | Julio Álvarez del Vayo                  | PSOE  |
| Ministre du Gouvernement                          |            | Paulino Gómez                           | PSOE  |
| Ministre de la Justice                            |            | Ramón González Peña                     | PSOE  |
| Ministère de l'Agriculture                        |            | Vicente Uribe                           | PCE   |
| Ministre de l'Instruction publique et de la Santé |            | Segundo Blanco                          | CNT   |
| Ministre de l'Économie et des Finances            |            | Francisco Méndez Aspe                   | IR    |
| Ministre des Travaux publics                      |            | Antonio Velao                           | IR    |
| Ministre des Communications et des Transports     |            | Bernardo Giner de los Ríos              | UR    |
| Ministère du Travail et du Bien-être social       |            | Jaume Aiguadé Miró (jusqu'au 16/8/1938) | ERC   |
| Ministère du Travail et du Bien-être social       |            | Josep Moix                              | PSUC  |
| Ministre sans porte-feuille                       |            | José Giral                              | IR    |
| Ministre sans porte-feuille                       |            | Manuel de Irujo (jusqu'au 16/8/1938)    | PNV   |